# Atlapetes tibialis
Atlapetes tibialis é uma ave passeriforme da família Passerellidae. É endêmica nas regiões montanhosas da Costa Rica e no Panamá ocidental.